# 北京市温泉墓园
北京市温泉墓园，位于北京市海淀区温泉镇温泉大队北坡，是北京市属陵园之一。

## 简介
北京西郊的名山“三柱香”由三座相邻山峰组成，三座峰顶在阴雨天恰似有香烟缭绕，故得名。《北京市海淀区地名志》记载，明朝、清朝时均把“面朝三柱香”当作选阴宅的标准。温泉墓园面朝三柱香，背靠显龙山半山腰。京密引水渠环绕山脚流过。墓区坐北朝南。
赵丽蓉、高枫等演艺界名人葬在该墓园。